# Era
Era — музыкальный проект в стиле нью-эйдж, основанный в 1996 году французским композитором и мультиинструменталистом (клавишные, гитара) Эриком Леви.

## История
Дебютный альбом — Era — был записан на студии Abbey Road при участии ударника из концертного состава группы Genesis Честера Томпсона и хора под управлением Ги Протеро, звучавшего на альбомах Вангелиса и Рика Вэйкмана.
Альбом вышел в 1997 году и имел значительный коммерческий успех в мире. За год продажи альбома только за границей Франции достигли 2 миллионов экземпляров, а его первая композиция «Ameno», вышедшая в виде сингла, стала хитом года в Аргентине.
Затем последовали альбомы Era II (2000) и The Mass (2003).
Заглавным треком третьего альбома, «The Mass», стала кавер-версия «O Fortuna» — увертюры к кантате «Carmina Burana» Карла Орфа.
С выходом в 2008 году альбома Reborn, испытавшего влияние арабской музыки, наметился отход от традиционных тем проекта.
В последующие два года вышли альбомы Classics и Classics 2, состоявшие из современных интерпретаций классической музыки Баха, Верди, Вивальди, Моцарта, Бетховена, Чайковского и ряда других композиторов.
12 июня 2012 года в Москве состоялся первый в истории группы живой концерт.
В 2013 году в сотрудничестве с французской певицей Ариэль Домбаль был записан и выпущен альбом Arielle Dombasle by Era, а в 2017 году вышел альбом под названием The 7th Sword.

## Стиль
Era исполняет музыку в стилистике, схожей с проектами Enigma и Gregorian. В музыке Era часто используется традиция григорианских хоралов. Песнопения исполняются на стилизованной псевдолатыни и на английском языке. По утверждению Эрика Леви, тематика песен первого альбома связана с его восприятием традиций катаров или альбигойцев — сторонников средневековой французской ереси XIII века. Тексты песен на английском касаются более общих жизненных тем.
В видеоклипах и концертных шоу исторический контекст подчёркивается благодаря использованию средневековой атрибутики. Постоянной участницей клипов (Mother, Misere Mani, the Mass, Infanati, Divano, Enae Volare Mezzo) является чилийская танцовщица, балерина, актриса Ирен Бустаманте (Irene Bustamante).

## Саундтреки
Музыка Era использовалась в нескольких кинофильмах:
- Эрик Леви написал саундтрек к комедиям «Пришельцы» и «Пришельцы 2: Коридоры времени» с Жаном Рено и Кристианом Клавье. Композиции из этих саундтреков вошли в альбомы Era.
- «Mother» звучит в спортивной драме Сильвестра Сталлоне «Гонщик».

## Дискография

### Студийные альбомы
- 1996 — Era (Mercury)
- 2000 — Era II (Mercury)
- 2003 — The Mass (Mercury)
- 2008 — Reborn (Mercury)
- 2009 — Classics (Mercury)
- 2010 — Classics II (Mercury)
- 2013 — Arielle Dombasle (Mercury)
- 2017 — The 7th Sword (Pueblo Film Trading Ltd)

### Сборники
- 2004 — The Very Best of Era
- 2010 — The Essential[8][9]

### Видеоклипы
- Ameno[англ.]
- The Mass
- Enae Volare Mezzo
- Misere Mani
- Mother
- Divano
- Infanati
- Looking For Something
- Reborn
- Prayers
- The Chosen Prayer
- Ave Maria

## Участники
- Эрик Леви (Eric Levi)
- Честер Томпсон (Chester Thompson)
- Филипп Манка (Philippe Manca)
- Нейл Вилкинсон (Neal Wilkinson)
- Патрис Тисон (Patrice Tison)
- Леланд «Ли» Склар[англ.]
- Дэрил Стёрмер[англ.]
- Ирен Бустаманте[исп.]
- Пьер Буасерри (Pierre Boisserie)

### Вокалисты
- Лена Йиннегрен (Lena Jinnegren — Misere Mani, Looking For Something, Don’t Go Away, Don’t You Forget, If You Shout, Sentence)
- Гай Протеро[англ.] (Guy Protheroe — Ameno, Enae Volare mezzo)
- Флоренция Дидам (Florence Dedam — Mother, After Time)
- Гарриет Джей (Harriet Jay — Ameno, Avemano, Cathar Rhythm)
- Эрик Гейсен (Eric Geisen — Cathar Rhythm)
- Мюриэль Лефевр (Murielle Lefebvre — Enae Volare mezzo)
- Мириам Грей (Miriam Grey — Dark voices, Sinfoni Deo)
- Раха Ризк (Racha Rizk — Reborn, Prayers)